# Александр Бандровський
Александр Бандровський (пол. Aleksander Bandrowski; 22 квітня 1860, Любачів — 28 травня 1913, Краків) — польський оперний тенор, лібретист, перекладач, провінційний актор Галичини.
Він був сином Маріана Бандровського (галицького чиновника) та Вільгельміни Амброса фон Рехтенберг, брат Юліуша Бандровського, дядька Юліуша Каден-Бандровського та Броніслава Бандровського.
Закінчив молодшу середню школу та вивчав право в Ягеллонському університеті в Кракові. Як провінційний актор дебютував у театрі Едварда Веберсфельда в Тарнові (у 1876 році), потім у Львові (тоді як баритон). У 1881 році виступав у Краківському театрі. Пізніше він грав і співав в тому числі у Лоді, Познані та Львові — в оперному репертуарі.
З 1882 року за кордоном. Спочатку навчався в Мілані, потім у Відні, навчався співу з Сангіованні та Сальві. З цього моменту він виступав у серйозному оперному репертуарі. Як тенор він виступав у німецьких театрах та в Празі. З 1883 року у Львівському театрі — в тому числі у партії Фауста («Фауст») та Едгара («Лючія ді Ламмермур»). З наступного року у варшавських урядових театрах (у Варшаві виступав у 1884—1907 роках (з перервами на поїздки). З 1886 року неодноразово гастролював за кордоном, відвідуючи, серед іншого, Берлін, Лінц, Кельн, Мілан (Ла Скала), Роттердам, Амстердам, Нью-Йорк (Метрополітен-опера).
У 1905 році подав заяву на керівництво Краківським театром (безуспішно). Востаннє з'явився на сцені в 1910 році. У 1908—1909 роках був професором співу в Музичній консерваторії в Кракові та Інституті музики.
Похований на Раковицькому цвинтані у Кракові.